# Santuario della Madonna della Portella
Il santuario della Madonna della Portella (o chiesa di Santa Maria di Costantinopoli) è una chiesa romitoria situata nel comune di Rivisondoli (AQ), in prossimità della parte estrema dell'altopiano delle Cinquemiglia, procedendo in direzione Rocca Pia-Rivisondoli sul vecchio tracciato della statale 17 (che a sua volta ricalca quello della Via degli Abruzzi (o Napoleonica). L'edificio sorge in una area attraversata dal tratturo Celano-Foggia, uno dei più importanti assi commerciali per la transumanza degli armenti.

## Storia
La chiesa fu edificata nel 1589, per ampliamento di una preesistente costruzione sacra e fu soggetta alla gestione della locale Universitas, tramite due procuratori che amministravano i beni ad essa associati (nel 1654, 55 tomoli di terreno e 2.400 animali).
Le testimonianze circa l'esistenza della chiesa e le opere architettoniche in essa contenute nel XVII secolo sono fornite da numerosi documenti attestanti le visite pastorali di alcuni vescovi, secondo le quali, ad esempio, la chiesa era dotata, almeno sino al 1694, di un Crocifisso in assai precarie condizioni strutturali.
Nel 1706, la zona fu colpita da un sisma che, stando alle ricostruzioni documentali, non provocò all'edificio danni di un certo rilievo; lavori di ristrutturazione furono invece eseguiti a partire dal 1802, per volontà del vicario capitolare Saverio Sardi.
Dal 1875, anno in cui vi fu il crollo del tetto che provocò la distruzione del soffitto dorato a zecchino e dipinto con rappresentazione di soggetti biblici, la chiesa fu sottoposta a un'opera di parziale ricostruzione che condusse alla realizzazione di una volta a botte, al posto del precedente soffitto ligneo. I dipinti murali del presbiterio sono invece databili al 1924.

## Architettura
L'edificio si presenta con pianta longitudinale e sei finestre allocate sulla parte frontale della struttura che è ricoperta da un tetto a due falde. Sul fronte principale si aprono tre porte che immettono, rispettivamente, procedendo da sinistra, alla foresteria, alla sacrestia e all'ambiente liturgico. Al di sopra di questi ambienti si trovano alcuni locali che gli eremiti occupavano sino al 1968, quando l'ultimo di essi, tale Frate Nicola, lasciò il romitorio.

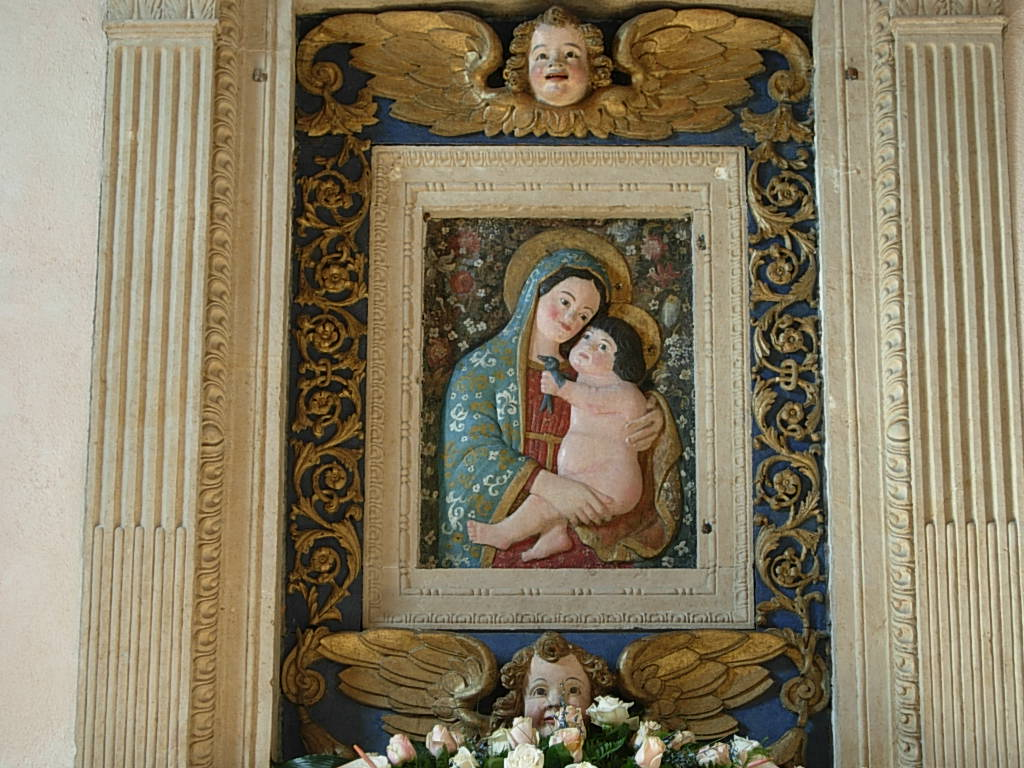
Immagine della Madonna della Portella

Il portale della chiesa presenta due raffigurazioni di cherubini d'arte barocca, qui dal 1964 dopo lo spostamento dalla loro collocazione originaria, lateralmente all'altare. La datazione del portale viene resa chiara dall'iscrizione posta sull'architrave, che così recita:
L'Ascanio Simone menzionato dall'epigrafe fu il primo procuratore della chiesa, appartenente ad una nobile famiglia di Bisaccia e presente nel territorio di Rivisondoli, sin dal 1447.
L'interno, cui si giunge grazie ad alcuni gradini, è costituito da un'unica aula sormontata da una volta a botte; due archi di lesene con archi a sesto pieno si alternano lungo le pareti mentre il presbiterio è rialzato e separato da una balaustra di marmo con ornamenti di angeli in gesso. L'altare dove alloggia la Madonna della Portella, su bassorilievo e decorazione lignea, è addossato alla parete sinistra.
Su una delle due pareti più brevi si aprono una balconata dotata di parapetto in muratura di epoca novecentesca e, sul fondo, una porta che conduce tramite una scala a quello che un tempo era il loggiato, nelle cui vicinanze si trova la pietra tombale di un eremita datata 1645.
Secondo alcuni autori, il sito dove sorge il romitorio avrebbe ospitato in passato una chiesa preesistente, dedicata a San Cristoforo, come parrebbe comprovato dal ritrovamento di alcuni documenti e da elementi di tipo architettonico.

## Feste e tradizioni popolari
Da secoli immutati, numerosi sono gli eventi tradizionali che si legano al Santuario, tra i quali vanno annoverati:
- Festa del primo martedì dopo Pentecoste
- Il Passalacqua, lunedì di Pasqua
- I Nove giorni, pellegrinaggio
- La Messa estiva del martedì

## Galleria d'immagini

Il Santuario in una foto d'epoca
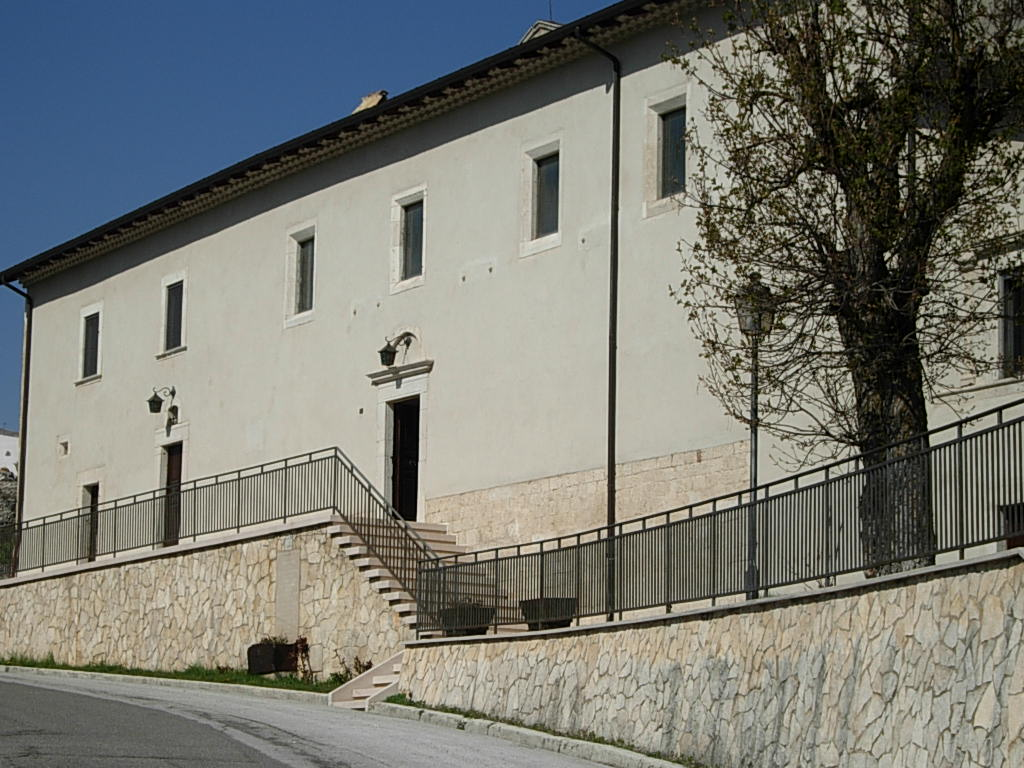
Ingresso del Santuario
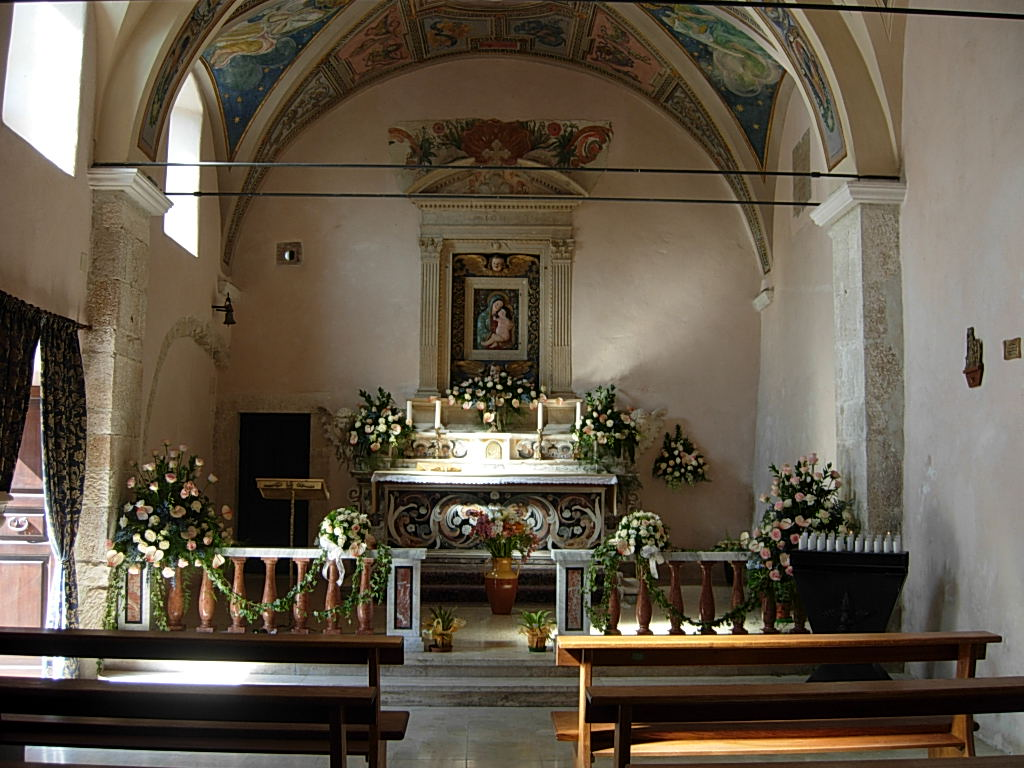
Altare maggiore
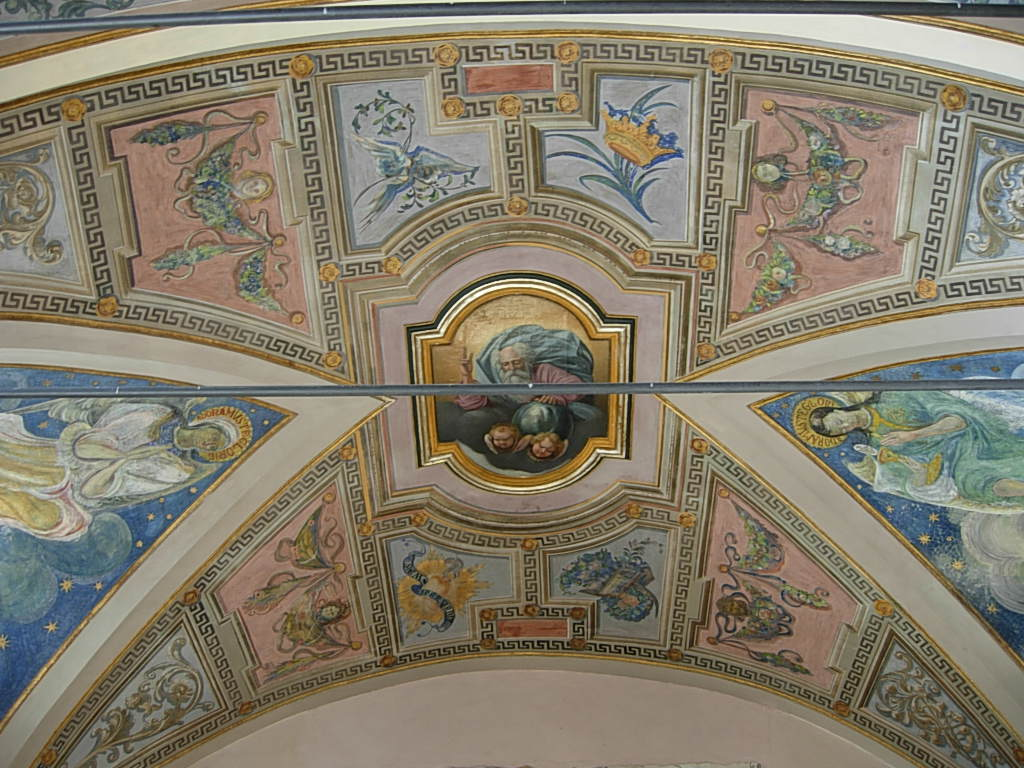
Particolare della volta
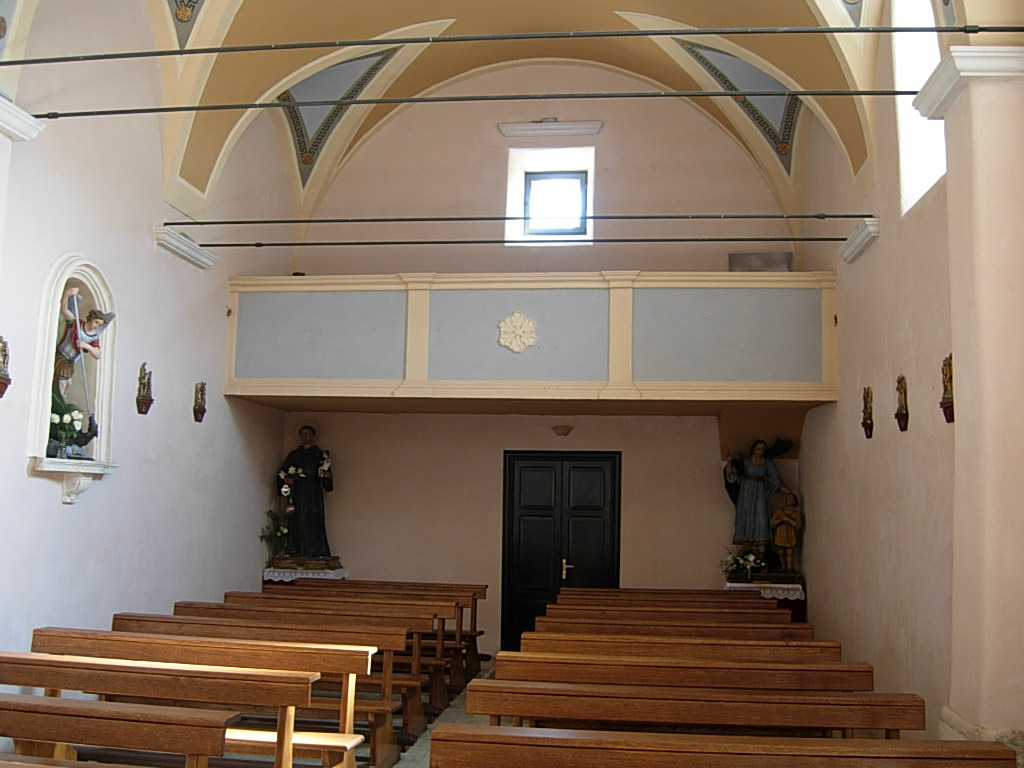
Balconata sul fondo della navata
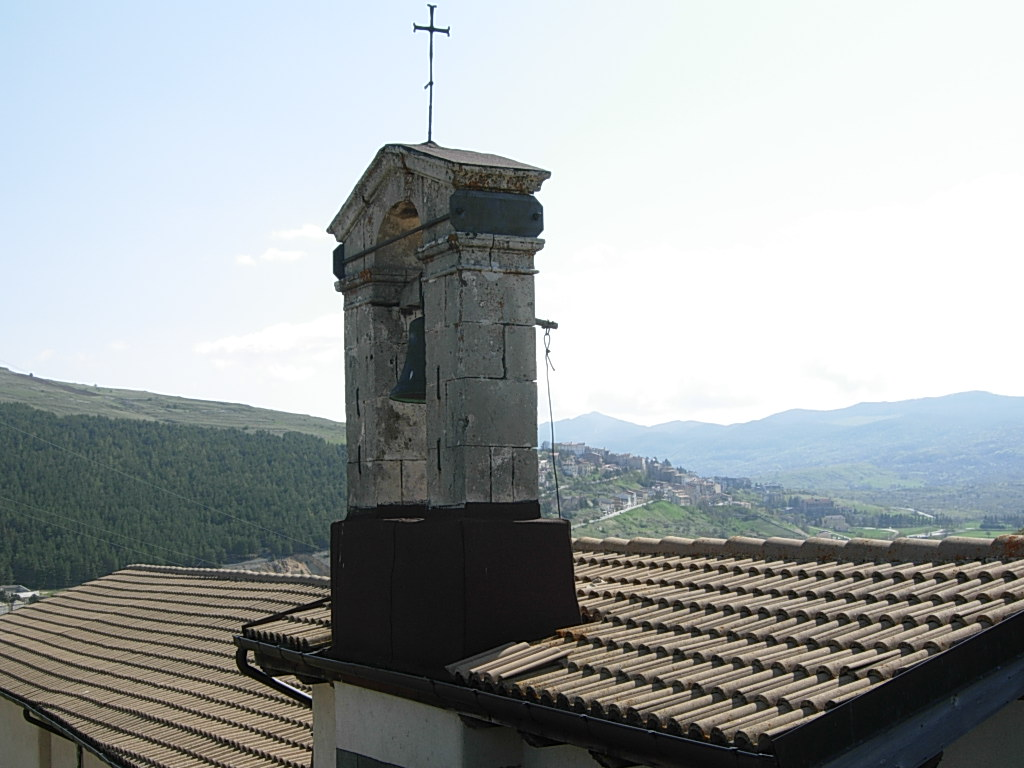
Campanile
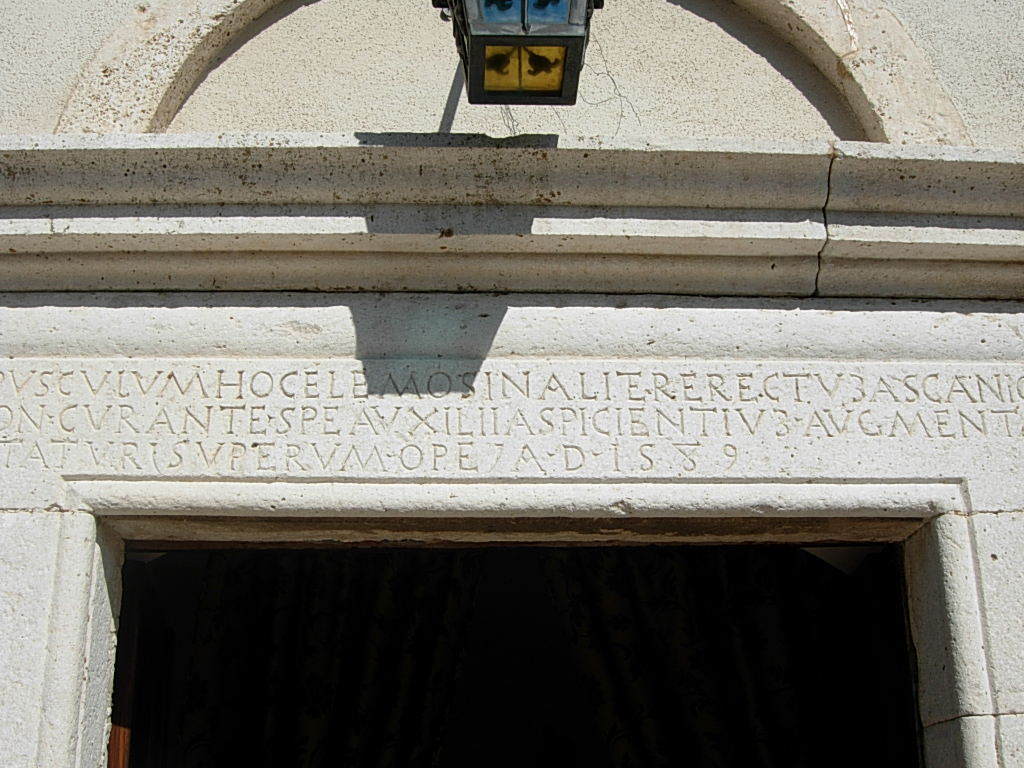
Iscrizione sul portale d'ingresso
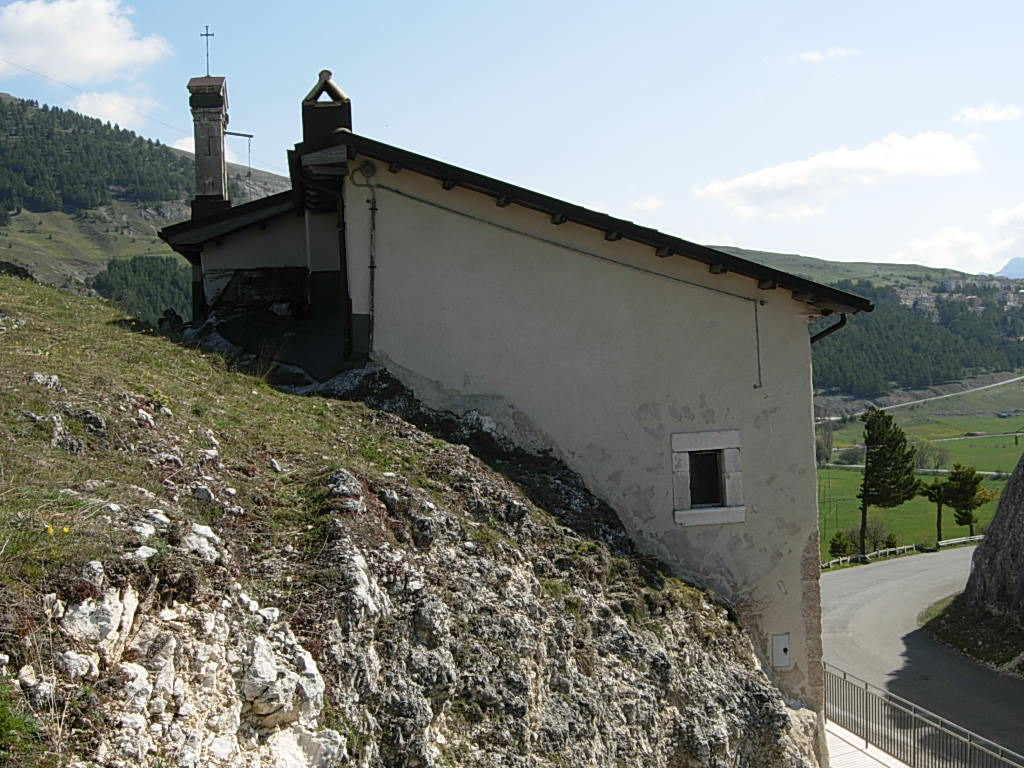
Veduta del Santuario